# 台湾犬
台湾犬（たいわんけん）は、台湾原産の犬の品種である。

## 概要
台湾中部の山岳地帯に住んでいる台湾原住民によって飼育されていた犬で、南アジアのパリア犬の子孫であると考えられている。
1980年に台湾の土着犬の調査のために、台湾国立大学と日本の岐阜大学・名古屋大学の学者が共同で研究を行った。29部族に訪問して調査をしたところ、南アジアの猟犬の子孫であることが分かった。

## 特徴
中型犬に分類される。頭部は三角形で、目はアーモンド形、耳は薄い立耳で、尾は鎌状尾となっている。筋肉質かつ均整の取れた体型をしている。毛色は黒毛、虎毛、赤毛、白毛など様々な毛色が存在する。
主人への忠誠心は極め強く、愛情を示して緊密な絆を結ぶ。機敏かつ敏捷であり、恐れ知らずの大胆な性格をしている。